# Datapoint 2200

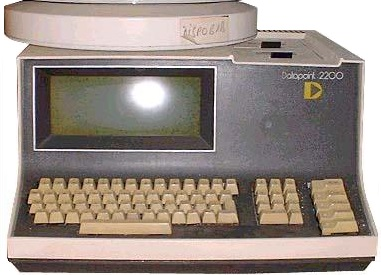
Datapoint 2200 computer

Datapoint 2200 был серийно выпускаемым программируемым терминалом, разработанным основателями Computer Terminal Corporation (CTC) Филом Рэем (Phil Ray) и Гасом Рошем (Gus Roche), о создании которого CTC объявила в июне 1970 г. (с поставкой в 1971). В презентации, представленной CTC был показан универсальный, экономически эффективный терминал для соединения с большим количеством разных мэйнфреймов, при помощи загружаемых с ленты эмуляторов терминалов, в то время как большинство терминалов было специализированными для работы с одним видом мэйнфреймов. Однако, многие пользователи поняли, что этот так называемый «программируемый терминал» был спроектирован так, что мог выполнить любую задачу, как автономный компьютер. Его промышленный дизайнер Джон «Джек» Фрассанито (John «Jack» Frassanito) позже утверждал, что Рэй и Рош с самого начала проектировали Datapoint 2200, как автономный «персональный» компьютер, но они не заостряли на этом внимание, чтобы «не смущать и не отпугнуть» инвесторов. Кроме того, было признано, что многокристальный «центральный процессор» терминала стал началом архитектуры x86, на которой базируются исходный IBM PC и его потомки.
У Datapoint 2200 были встроенная клавиатура с нормальным ходом клавиш, встроенный монитор с зеленым свечением люминофора на 80 столбцов и 12 строк, и два накопителя для кассетных лент емкостью по 130 Кбайт. Размеры 24 × 47 × 50 см и форма походили на печатающее устройства IBM Selectric. В качестве периферии предлагались: накопитель на жёстких магнитных дисках Diablo со сменными картриджами объёмом 2.5 Мбайта, модемы, несколько типов последовательных интерфейсов, параллельный интерфейс, принтеры и картридеры для перфокарт. Позже стали доступны 8-дюймовый дисковод для гибких дисков, более ёмкие жёсткие диски, считыватели с магнитной ленты. Исходный Тип 1 2200 поставлялся с 2 килобайтами последовательной оперативной памяти сдвигового регистра, расширяемой до 8K. Тип 2 2200 использовал микросхемы RAM повышенной плотности в 1 кбит, и по умолчанию имел 4K памяти, расширяемой до 16K. Его начальная цена составляла приблизительно 5000 долларов США (эквивалентно $32000 в 2020 году). Для Datapoint 2200 Тип 2 в максимальной комплектации с 16 килобайт памяти объявленная рыночная цена была чуть выше $14000. Вслед за моделью Datapoint 2200 были выпущены 5500, 1100, 6600, 3800, 8800 и т.д.
Datapoint 2200 не только был одним из первых персональных компьютеров, но стал вехой в компьютерной истории. Его оригинальный проект предусматривал использование однокристального 8-разрядного микропроцессора, а не процессора, созданного из дискретных TTL-микросхем, как было принято в то время. В 1969, CTC подрядил две компании, Intel и Texas Instruments, чтобы сделать микропроцессор. TI не справилась и отказалась от контракта, а Intel не уложилась в требуемые CTC сроки. В результате, Intel и CTC пересмотрели контракт — CTC получила обратно свой деньги, а Intel оставила себе все наработки по будущему процессору.
CTC выпускал Datapoint 2200 используя приблизительно 100 компонентов TTL (микросхемы SSI/MSI) вместо микропроцессора, в то время как однокристальный проект Intel, в конечном счёте, превратился в Intel 8008 и был, наконец, выпущен только в апреле 1972. Это был первый в линии 8-разрядных центральных процессоров Intel. Дальнейшее развитие x86 архитектуры привело к созданию Intel 8088 – «сердца» (или «мозга») PC IBM. Фактически, сегодня во многих современных компьютерах, ноутбуках и серверах используется система процессорных команд, непосредственно основанная на разработках инженеров CTC.

## Технические характеристики
| Производитель, страна        | «Datapoint Corporation», США                                                                                 |
| Модель                       | Datapoint 2200                                                                                               |
| Тип                          | Профессиональный                                                                                             |
| Начало выпуска               | 1971 |
| Процессор                    | на дискретной TTL логике, эквивалент Intel 8008                                                              |
| Память RAM                   | от 2 КВ до 16 КВ                                                                                             |
| Память ROM                   | нет данных                                                                                                   |
| Внешний накопитель данных:   | встроенные накопители на магнитной ленте 2×130K, жесткие диски, накопители на гибких дисках, магнитной ленте |
| Дисплей                      | Монохромный (зеленый на черном), 12 строк по 80 символов                                                     |
| Звук                         | биппер в клавиатуре                                                                                          |
| Порты                        | LAN connector, printer connector                                                                             |
| ОС и программное обеспечение | Databus и Datashare («КОБОЛ-подобные» интерпретируемые деловые машинные языки), BASIC, компилятор RPG II     |
| Размер, вес                  | 24×47×50 см, 25 кг                                                                                           |
| Цена, $                      | от 5000 до 14000                                                                                             |